# 7e Haarlem Basketball Week
De 7e editie van de Haarlem Basketball Week werd gehouden van december 1988 tot en met januari 1989 in het Kenemer Sportcentrum. Het evenement werd bezocht door ongeveer 16.000 toeschouwers.

## Eindstand
- 1.  Žalgiris Kaunas
- 2.  Hapoel Tel Aviv
- 3.  KK Šibenka
- 4.  Statyba Vilnius
- 5.  Direktbank Den Helder
- 6.  Nashua Den Bosch
- 7.  Brisbane Bullets
- 8.  Miniware Weert